# Vladimir Marín
Vladimir Marín Ríos (Rionegro, 26 settembre 1979) è un ex calciatore colombiano, di ruolo centrocampista.

## Palmarès
- Campionato paraguaiano: 3

Libertad: 2007, 2008, 2010
- Campionato messicano: 1

Toluca: 2010